# Juan Garidas
Juan Garidas (en griego: Ἰωάννης Γαριδᾶς; transliteración: Ioánnes Garidas) fue un militar bizantino que jugó un papel importante en la política de la corte de principios del siglo X. 

## Biografía

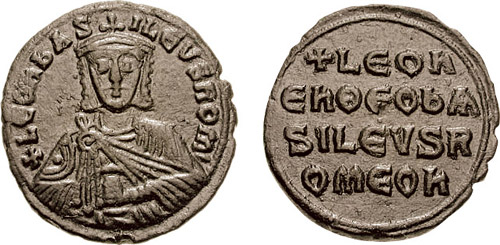
Follis de León VI el Sabio

Juan Garidas es mencionado por primera vez en el año 900, durante el reinado de León VI el Sabio (reinó 886-912). En ese momento, probablemente pertenecía al cuerpo de guardaespaldas imperial, hetaireia, siendo acusado de arrestar al propio comandante de la guardia, el hetairiarca Nicolás Zautzes, cuyo hijo Basilio dirigió un complot fallido contra el emperador. Durante el juicio por conspiración del general Constantino Ducas, el 6 de junio de 913, se mantuvo fiel al joven Constantino VII (r. 913-949) y fue el que lo mató, de acuerdo con Vita Euthymii. El hijo de Constantino Ducas, Gregorio, para entonces ya tenía el rango de patricios.
En 914, fue nombrado para el puesto de hetairiarca por la emperatriz regente Zoe Karbonopsina después de que su predecesor, Teofilacto Domicino, participara en un complot para tomar el trono. En el otoño o invierno de 917, aún como hetairiarca, Garidas participó en la campaña contra los búlgaros bajo el comando del doméstico de las escolas León Focas el Viejo. León ya había sufrido una fuerte derrota en la batalla de Aqueloo, que ocasionó la invasión búlgara de tierras bizantinas en Tracia. La campaña terminó con otra fuerte derrota bizantina en la Batalla de Katasyrtai, cuando los búlgaros lanzaron un ataque sorpresa en el campamento bizantino y derrotaron al ejército imperial. Garidas y León Focas apenas pudieron escapar con algunas tropas, buscando refugio detrás de las murallas de la ciudad de Constantinopla.
A principios de 919, Constantino VII y el patriarca de Constantinopla Nicolás I el Místico derrocaron a Zoe como regente. Como temían una posible usurpación por parte de León Focas, lo retiraron del cargo de doméstico y nombraron a Garidas en su lugar, esta vez como magister officiorum. Garidas estuvo de acuerdo, a condición de que su hijo Simeón y su cuñado Teodoro Zefinezer fueran nombrados como comandantes conjuntos del hetaireia, algo que le daría a Garidas el control del gobierno imperial. El emperador y el patriarca aceptaron sus demandas, pero tan pronto como Garidas abandonó el palacio para regresar a su hogar, expulsaron a Simeón y Teodoro del palacio. Como resultado, Garidas, temeroso de su propia vida, se dirigió con el almirante Romano Lecapeno convirtiéndose en su aliado. Lecapeno entonces se convirtió en un fuerte contendiente para el trono, y en una serie de movimientos se aseguraron el control del gobierno imperial, neutralizaron a León Focas y obtuvieron la promoción primero a basileopator y finalmente a coemperador, el 17 de diciembre de 919.